# Liste des ministères au Cameroun
La liste des ministères au Cameroun présente les différents ministères du gouvernement camerounais. Le dernier réaménagement du gouvernement au Cameroun a eu lieu du 4 janvier 2019 avec le premier gouvernement du Premier Ministre Joseph Dion Ngute.

## Liste des ministères et Ministres
| Dénominations des Ministères au Cameroun                                                |  | Ministre actuel (2022)       | Ministre depuis |
| --------------------------------------------------------------------------------------- |  | ---------------------------- | --------------- |
| Ministère de l’Administration territoriale                                              |  | Paul Atanga Nji              | 2019            |
| Ministère des Affaires sociales                                                         |  | Pauline Irène Nguene         | 2015            |
| Ministère de l’Agriculture et du Développement rural                                    |  | Gabriel Mbairobe             | 2019            |
| Ministère des Arts et de la Culture                                                     |  | Pierre Ismaël Bidoung Kpatt  | 2019            |
| Ministère du Commerce                                                                   |  | Luc-Magloire Mbarga Atangana | 2004            |
| Ministère de la Communication                                                           |  | René Emmanuel Sadi           | 2019            |
| Ministère chargé du Contrôle Supérieur de l’Etat                                        |  | Mbah Acha née Fomudam Rose   | 2015            |
| Ministère de la Décentralisation et du Développement Local                              |  | Georges Elanga Obam          | 2018            |
| Ministère de la Défense (Cameroun)                                                      |  | Joseph Beti Assomo           | 2015            |
| Ministère des Domaines, du Cadastre et des Affaires foncières                           |  | Henri Eyebe Ayissi           | 2019            |
| Ministère de l’Eau et de l’Energie                                                      |  | Gaston Eloundou Essomba      | 2018            |
| Ministère de l’Économie, de la Planification et de l’Aménagement du territoire          |  | Alamine Ousmane Mey          | 2018            |
| Ministère de l’Éducation de Base                                                        |  | Laurent Serge Etoundi Ngoa   | 2019            |
| Ministère de l’Élevage, des Pêches et des Industries Animales                           |  | Dr. Taiga                    |                 |
| Ministère de l’Emploi et de la Formation Professionnelle                                |  | Issa Tchiroma Bakary         | 2019            |
| Ministère des Enseignements secondaires                                                 |  | Pauline Nalova Nyonga        | 2018            |
| Ministère de l’Enseignement Supérieur                                                   |  | Jacques Fame Ndongo          | 2004            |
| Ministère de l'environnement, de la protection de la nature et du développement durable |  | Pierre Hélé                  | 2004            |
| Ministère des Finances                                                                  |  | Louis Paul Motaze            | 2018            |
| Ministère de la Fonction publique et de la Réforme Administrative                       |  | Joseph Anderson Le           | 2018            |
| Ministère des Forêts et de la Faune                                                     |  | Jules Doret Ndongo           | 2018            |
| Ministère de l’Habitat et du Développement Urbain                                       |  | Celestine Ketcha Courtes     | 2019            |
| Ministère de la Jeunesse et de l’Éducation civique                                      |  | Mounouna Foutsou             | 2015            |
| Ministère de la Justice                                                                 |  | Laurent Esso                 | 2011            |
| Ministère des Marchés Publics                                                           |  | Ibrahim Talba Malla          | 2019            |
| Ministère des Mines, de l’Industrie et du Développement technologique                   |  | Gabriel Dodo Ndoke           | 2019            |
| Ministère des Petites et moyennes entreprises, de l’Économie sociale et de l’Artisanat  |  | Achille Bassilekin III       | 2019            |
| Ministère des Postes et Télécommunications                                              |  | Minette Libom Li Likeng      | 2015            |
| Ministère de la Promotion de la Femme et de la Famille                                  |  | Marie-Thérèse Abena Ondoa    | 2009            |
| Ministère de la Recherche scientifique et de l’Innovation                               |  | Madeleine Tchuente           | 2004            |
| Ministère chargé des Relations avec les Assemblées                                      |  | François Wakata Bolvine      | 2019            |
| Ministère des Relations extérieures                                                     |  | Lejeune Mbella Mbella        | 2015            |
| Ministère de la Santé publique                                                          |  | Manaouda Malachie            | 2019            |
| Ministère des Sports et de l’Éducation physique                                         |  | Narcisse Mouelle Kombi       | 2019            |
| Ministère du Tourisme et des Loisirs                                                    |  | Bello Bouba Maigari          | 2011            |
| Ministère du Travail et de la Sécurité sociale                                          |  | Grégoire Owona               | 2019            |
| Ministère des Transports                                                                |  | Ernest Ngalle Bibehe         | 2019            |
| Ministère des Travaux publics                                                           |  | Emmanuel Nganou Djoumessi    | 2019            |